# Spoliacija
Oropanje ali spoliacija (lat. spoliatio) je postopek pridobivanja gradbenega materiala iz že obstoječih zgradb. Navadno gre za postopno rušenje poslopij, ki so odslužila svojemu namenu ali niso več uporabna (na primer zaradi varnosti), in istočasno uporabo tako pridobljenih materialov za gradnjo novih objektov.
Latinska beseda spoliatio pomeni pravzaprav nasilno slačenje in se še danes uporablja v liturgiji katoliške cerkve. Na veliki četrtek se po zadnji maši v tednu oltarji slečejo, to se pravi, da se odstranijo vsi prti in okraski.

## Zgodovina
Tehnika spoliacije je bila v navadi v Starem Rimu, kjer so hoteli na ta način tudi nekako izbrisati spomin na osebe ali dogodke, ki so bili povezani z oropanimi stavbami. Posebno politični predstavniki so po prihodu na oblast enostavno najprej izgnali predhodnike, nato oropali njihove hiše in s tem zgradili vilo zase. Na ta način je tonilo v pozabo nešteto oseb in izgubila so se pričevanja o neštetih lepih poslopjih tiste dobe.
Toda spoliacija ni značilna samo za starorimsko kulturo, kjer je imela pretežno politični pomen. Veliko hujša je bila spoliacija poznejših časov, ko se je te navade nemoteno posluževalo ljudstvo. V srednjem veku ni bilo nikomur mar za zgodovinska pričanja, nasprotno, ostanki ogromnih bogastev in blaginje preteklih časov so bili le v zasmeh revščini, ki je vladala povsod po Evropi v tistih temnih časih. Vsi, od najvišjega državnika do zadnjega služabnika, so imeli pravico, da si prilastijo »kamne«, to je edino, kar je še ostalo od slavnih rimskih prednikov. Danes so si strokovnjaki edini, da temelji popolnoma ves Rim in njegova okolica na kamnih, ki so bili del starorimskih bivališč in predvsem svetišč.
Celo pri večini spomenikov, ki so se iz prvih stoletij ohranili vse do danes, je večkrat moč opaziti, da so bili svoj čas sezidani s spoliacijo starejših zgradb. To velja predvsem za tiste objekte, ki jih je bilo treba dograditi v naglici in torej ni bilo časa za obdelavo novih kamnov, na primer za slavoloke, ki so se gradili na čast zmagovalcem raznih vojaških kampanj. V Starem Rimu je bila slava, predvsem vojaška, lahko zelo kratkotrajna.

## Danes
V današnjih časih se pridobivanje materialov s spoliacijo več ne splača zaradi visoke cene delovne sile. Vsak material, posebno moderni gradbeni materiali, je pač cenejši od delavca. Zato poteka spoliacija samo v primeru izrednih materialov, na primer mozaikov, ali pa tam, kjer je tudi sicer skromen material, kamen, težko dosegljiv (nekatere puščave).
Nekatere vrste spoliacije so se pa ohranile do današnjih dni. Seveda ne gre več za uporabo odpadnega materiala, kot so to pojmovali v preteklih časih, temveč za ohrano in valorizacijo zgodovinskih pričanj. Predvsem se to dogaja po odkritju večjih zgodovinskih ležišč, kjer je bistvene važnosti, da se izkopanine odstranijo iz dostopnih krajev in shranijo v muzeje. Seveda se dragoceni predmeti s tem zavarujejo pred zlikovci, a zgodovinsko ležišče ostane oropano in večkrat sploh ni več zanimivo, kot tudi niso več zanimivi predmeti, ki samevajo na muzejskih policah.
Svoje vrste spoliacija je tudi navada, da se celotna zgradba prenese iz enega kraja v drugega. Pri tem se vsak kamen posebej oštevilči ali kako drugače zaznamuje, da se potem na novi lokaciji zgradba obnovi v popolnoma enaki obliki. Najznamenitejši poseg te vrste je gotovo prenos Abu Simbela v Egiptu, a tudi na Slovenskem je veliko takih primerov. Včasih gre za to, da se zgodovinsko pomembna zgradba umakne iz kraja, kjer jo ogroža nevarnost kake naravne katastrofe. Večinoma pa se s tem posegom samo sprosti ozemlje, kjer je načrtovana gradnja kake avtoceste ali drugega podobnega objekta.
Pri tem je treba omeniti tudi tako imenovano avtospoliacijo (beseda se sicer ni oprijela). Nekatere starejše stavbe, ki sicer še kar trdno stojijo, so zaradi starinsko opredeljene notranjosti popolnoma neprimerne za bivanje. Nadstropja so previsoka, sobane preobširne, sanitarni prostori nezadostni, električna napeljava in včasih celo vodna inštalacija odsotna. V tem primeru se zgradba poruši in zunanji zidovi se previdno shranijo. Nova zgradba bo te zidove spet uporabila, a notranjost bo popolnoma nova in moderna. Tako bo zunanji videz nespremenjen in v skladu s svojo okolico, medtem ko bodo bivalni prostori primerni današnjim standardom. Na ta način se danes obnavlja večina stavb iz devetnajstega stoletja, ki so v naših krajih posebno zanimive.